# Casirate d’Adda
Casirate d’Adda (lombardul: Casiràt) település Olaszországban, Lombardia régióban, Bergamo megyében. Lakosainak száma 4055 fő (2023. január 1.). Casirate d’Adda Calvenzano, Arzago d’Adda, Cassano d’Adda, Rivolta d’Adda és Treviglio községekkel határos.

## Népesség
A település népessége az elmúlt években az alábbi módon változott:
| Lakosok száma | 4096 | 4120 | 4055 |
|               | 2017 | 2018 | 2023 |